# Kurd von Schöning

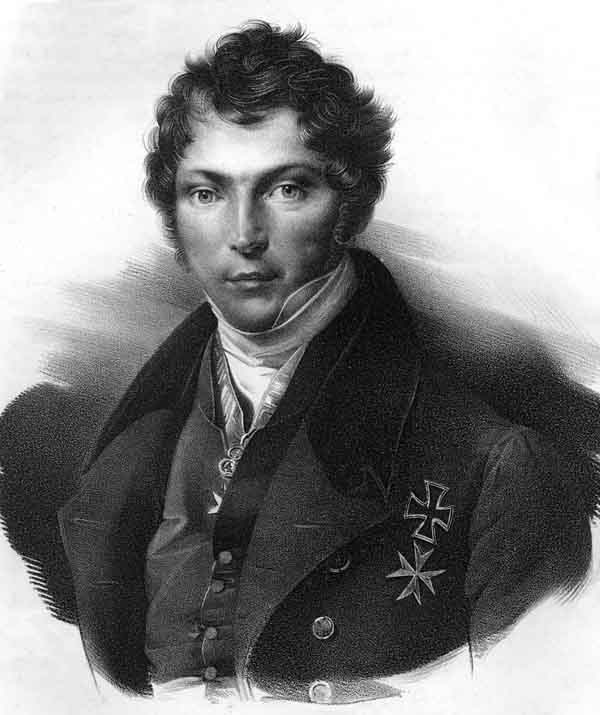
Lithographie 1829 nach Zeichnung von Franz Krüger

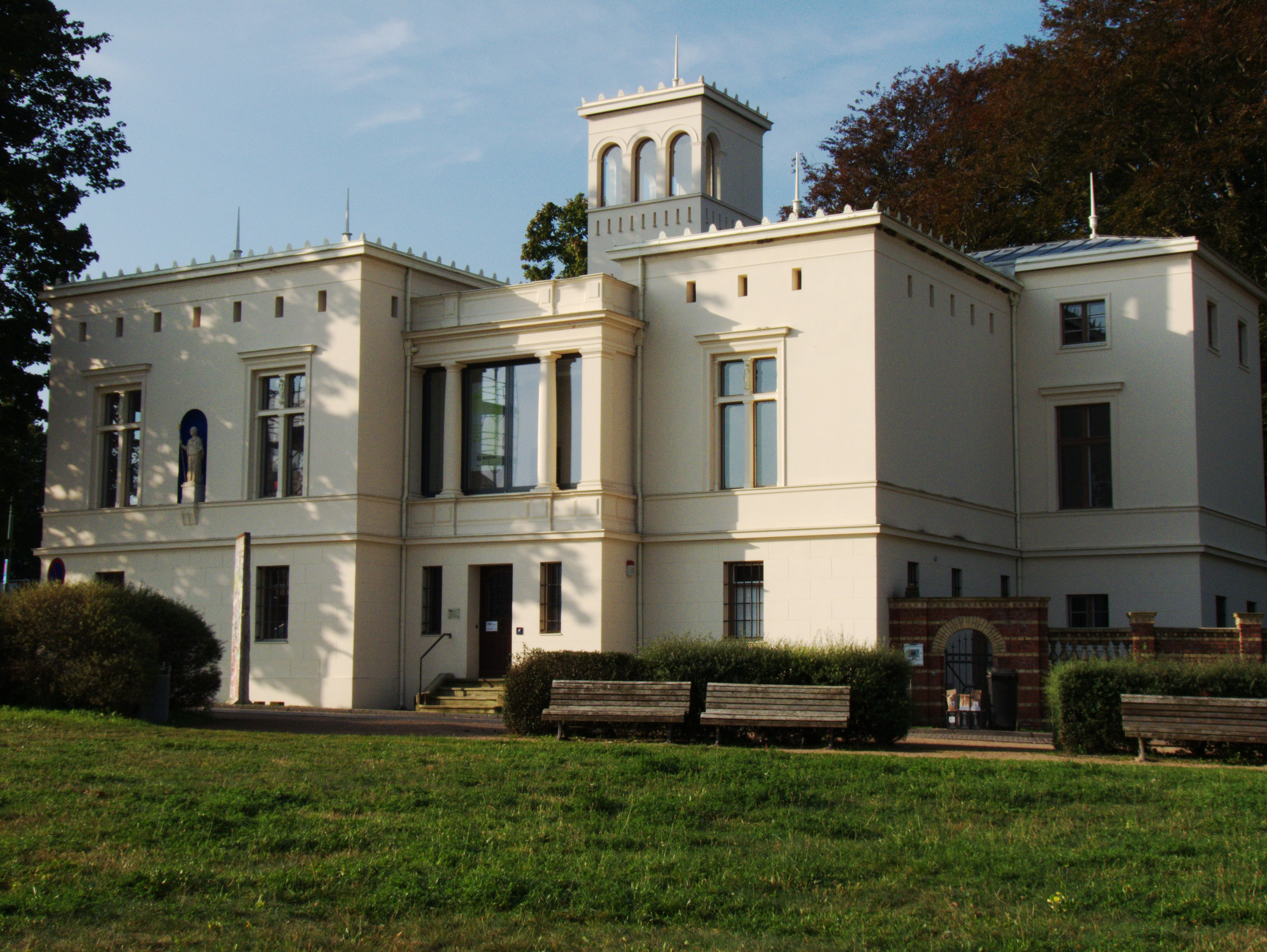
Villa Schöningen in der Berliner Vorstadt in Potsdam

Kurd Wolfgang Wilhelm Gustav von Schöning (* 13. August 1789 in Morrn, Kreis Landsberg an der Warthe; † 2. April 1859 in Potsdam) war ein preußischer Generalmajor und Militärliterat.

## Leben

### Herkunft
Kurd stammte aus der pommerschen uradligen Familie von Schöning. Seine Eltern waren Christian Stephan von Schöning (1752–1802), Gutsbesitzer und Landrat des Landsberger Kreises, und dessen Ehefrau Albertine Juliane Therese Tugendreich († 1844), Tochter des Generalleutnants Ehrenreich Wilhelm Gottlieb von Besser. Die Eltern ließen sich 1796 scheiden.

### Karriere
Er hatte sich im preußischen Heeresdienst Verdienste erworben und gewann als persönlicher Adjutant frühzeitig das Vertrauen des jungen Prinzen Carl von Preußen (1801–1883), den er auf seinen Reisen nach Italien und Russland begleitet hatte. Schöning quittierte 1827 als Generalmajor den Dienst. Im selben Jahr wurde er von König Friedrich Wilhelm III. zum Hofmarschall des Prinzen Carl ernannt. In den folgenden Jahren trat er mit zahlreichen Werken als Militärhistoriker hervor.
1843 wurde er Eigentümer und Bewohner der nach der Stadt Schöningen (bei Braunschweig, Herkunftsort der Familie von Schöning) benannten Villa Schöningen, vis à vis vom Schloss Glienicke gelegen, dem Sommersitz des Prinzen Carl. Die repräsentative Vorstadtvilla war nach Plänen von Ludwig Persius gebaut worden. Der Architekt hatte sie als Bestandteil der von Peter Joseph Lenné und Karl Friedrich Schinkel geplanten Potsdamer Kulturlandschaft im Stil einer italienischen Turmvilla entworfen. Von Schöning bewohnte diese Villa mit seiner Familie bis zu seinem Tode 1859.
Nach einer Zeichnung von Franz Krüger (1797–1857) ist 1830 ein selbst publiziertes Porträt erhalten, das 1829 als Lithographie hergestellt wurde. 1824 veröffentlichte von Schöning das kulturgeschichtlich relevante „Journal von Glienicke“, in dem Gesellschafts- und Kulturereignisse der Familie des Prinzen Carl von Preußen aufgezeichnet wurden.

### Familie
Schöning heiratete 1815 in Gülzow Charlotte von Bornstädt (1795–1841). Das Paar hatte folgende Kinder:
- Marie Klara (1817–1817)
- Rosalie Charlotte Albertine Anna (1818–1899) Stiftsdame im Kloster zum Heiligengrabe
- Hans Adam Kurt Egon Oldwig (1819–1828)
- Friedrich Wilhelm Karl Alexander Ludwig (1821–1823)
- Helene Alexandrine Charlotte Florentine (1823–1901) ⚭ 28. Juni 1841 Edo Friedrich Graf von der Schulenburg (1816–1904) aus dem Hause Angern
- Charlotte Tugendreich (1826–1884)
- Hans Ehrenreich (1829–1899), preußischer Hauptmann und Kompaniechef im 6. Brandenburgischen Infanterie-Regiment Nr. 52

## Werke
- Geschichte des Königlich-Preußischen Dritten Dragoner-Regiments und derjenigen Dragoner-Regimenter, aus welchen dasselbe, bei der Reorganisation der Armee im Jahre 1808, hervorgegangen ist. Mit einer Einleitung über Dragoner im Allgemeinen und mit 2 Titelbildern, Dümmler, Berlin 1835, Digitalisat,
- Actenmäßige Darstellung, wie ein Theil Hinterpommerns und die Provinz Neumark Brandenburg, als Gebiete eines neutralen Fürsten, während des Nordischen Krieges zweimal den unerlaubten Durchmarsch feindlicher Truppen erfuhren. Beitrag zur Geschichte des Nordischen Krieges und des Königs Stanislaus Leszinsky. In: Baltische Studien, Band 4, Stettin 1837, Heft 1, S. 46–106 (Digitalisat, Google-Buchsuche).
- Des General-Feldmarschalls Hans Adam von Schöning auf Tamsel Leben und Kriegsthaten, namentlich sein Zug mit 8000 Brandenburgern gegen die Türken. Ein Beitrag zur Erkennung der Zeitverhältnisse in den Kurbrandenburgischen und Kursächsischen Landen während der zweiten Hälfte des 17. Jahrhunderts. Mit dem Bildnisse des Feldmarschalls und 55 Fac similes von Namensunterschriften ausgezeichneter Zeitgenossen. Lüderitz, Berlin 1837. Digitalisat, vollständiges PDF bei HathiTrust Digital Library
- Des General-Feldmarschall Dubislav Gneomar v. Natzmer (auf Gannowitz) Leben und Kriegsthaten, mit den Hauptbegebenheiten des von ihm errichteten Garde-Reiter-Regiments Gens d’armes. Mit dem Bildnisse des General Feldmarschalls und mit 57 Fac similes von hohen und ausgezeichneten Zeitgenossen. Lüderitz, Berlin 1838. (Nachdruck von 2007 lieferbar, ISBN 3-88706-802-5) Digitalisat
- Die Generale der Chur-Brandenburgischen und Königlich Preußischen Armee von 1640 bis 1840. Eine historische Uebersicht, Sammt vielen eingewebten urkundlichen Notizen: als Jubelschrift dem Vaterländischen Kriegesheere geweiht. Lüderitz, Berlin 1840.
- Geschichte des Königlich Preußischen Regiments Garde du Corps zu seinem hundertjährigen Jubelfeste. Unger, Berlin 1840. (Nachdruck von 1990 lieferbar, ISBN 3-88706-297-3) Digitalisat
- Geschichte des Königlich-Preußischen Fünften Husaren-Regiments, mit besonderer Rücksicht auf Gebhard Lebrecht von Blücher, den ehemaligen Chef dieses Regiments. Nebst einer Einleitung über Preußische Husaren im Allgemeinen. 1843. Digitalisat
- Historisch-biographische Nachrichten zur Geschichte der Brandenburg-Preußischen Artillerie. Aus bisher ungenutzten Urkunden zusammengestellt von Kurd Wolfgang von Schöning. Drei Teile, Mittler, Berlin 1844. (Band I), Band II, Band III
- Der Siebenjährige Krieg: nach der Original-Correspondenz Friedrichs des Großen mit dem Prinzen Heinrich und seinen Generalen. bearb. von Kurd Wolfgang v. Schöning. Berlin, 1851–52. Band I, Band II. Band III.
- Die fünf ersten Jahre der Regierung Friedrich des Großen bis zum Schluß des zweiten Schlesischen Krieges. G. Bosselmann, Berlin 1852–53.
- Der Bayersche Erbfolgekrieg: nach der Original-Correspondenz Friedrichs des Großen mit dem Prinzen Heinrich und seinen Generalen aus den Staats-Archiven. bearb. von Kurd Wolfgang v. Schöning. Riegel, Berlin 1854. Digitalisat
- Das Regiment Garde du Corps. Berlin 1854.
- Zur europäischen Politik im Jahre 1854. Digitalisat